# Raphidiocystis
Raphidiocystis là một chi thực vật có hoa trong họ Cucurbitaceae.

## Loài
Chi Raphidiocystis gồm các loài: